# Bibliotheek Sint-Pietersabdij Brugge
Bibliotheek van de Sint-Pietersabdij in Steenbrugge, Brugge.

## Beschrijving
De bibliotheek van de Sint-Pietersabdij, Baron Ruzettelaan in Assebroek, is een bewaarbibliotheek.
Ze is tot stand gekomen door aankopen en schenkingen en bevat boeken over kerkvaders, religie, geschiedenis, heemkunde, wijsbegeerte, letterkunde en kunst. In totaal bezit ze ongeveer 50.000 werken.
De bibliotheek bezit 53 handschriften, waarvan twee Ethiopische uit de 18de eeuw, 1563 titels van voor 1800 (3 voor de 15e, 142 voor de 16e, 721 voor de 17e en 797 voor de 18e eeuw) en een hele reeks werken van na 1800. Het oudste boek is een incunabel uit 1483.
De gespecialiseerde bibliotheek gewijd aan de kerkvaders is overgenomen door de uitgeverij Brepols, die verder instaat voor de publicatie van de reeks uitgaven gewijd aan de kerkvaders. Ze is mee verhuisd naar de afdeling Corpus Christianorum van de uitgeverij in Turnhout.
De bibliotheek is toegankelijk op afspraak. Ze bevindt zich niet meer in de abdij maar is ondergebracht in een van de gebouwen van de Uitgeverij Brepols in het begijnhof van Turnhout.